# Christophe (domestique des Scholes)
Pour les articles homonymes, voir Christophe et Christophore.
Christophe ou Christophore (en grec, Χριστόφορος) est un commandant en chef (domestique des Scholes) de l'armée byzantine dans les années 870. Il remporte des victoires significatives sur les Pauliciens.

## Biographie
On ne sait rien de ses origines, ni de sa date de naissance ou de celle de sa mort. Il est identifié dans les sources comme le gambros de l'empereur Basile Ier (r. 867–886), un mot qui désigne habituellement un gendre, mais qui peut aussi recouvrir un lien familial plus général par mariage. Selon Cyril Mango, Christophe serait l'époux de la fille aînée de Basile, Anastasie, mais toutes les filles de l'empereur ont été en fin de compte envoyées au couvent,. Basile le nomme domestique des Scholes.
En 872 ou 878/9, Christophe mène une expédition contre les Pauliciens de Téphrikè ; elle est composée des forces des thèmes de Charsianon et des Arméniaques. La campagne culmine lors de la bataille de Bathys Ryax, une défaite écrasante des Pauliciens qui voit la mort de leur chef, Chrysocheir (dont Christophe rapporte la tête à l'empereur). Ce succès est suivi, soit immédiatement ou quelques années après, par le sac de leur capitale, Téphrikè, et l'extinction de leur État,,.